# Paula Brancati
Paula Brancati, född 6 juni 1989 i Thornhill, Ontario, är en kanadensisk skådespelerska. Hon är mest känd för att ha medverkat i kanadensiska TV-serier som Being Erica och Dark Oracle samt för sin roll som Jane Vaughn i dramaserien Degrassi: The Next Generation. Hon är av italiensk härkomst.

## Biografi

### Tidigt liv
Brancati gick på det regionala konstprogrammet på St. Elizabeth Catholic High School, och studerade med CharActors Theatre Troupe.

### Karriär
Brancati har medverkat i ett flertal tv-serier, främst som Jane Vaughn i Degrassi: The Next Generation och Jenny Zalen i Being Erica.
År 2007 spelade Brancati en biroll i Disney Channel Original Movie Jump In! tillsammans med Keke Palmer och Corbin Bleu.
Brancati är medgrundare av BrancSeater Productions och har producerat sju filmer för produktionsbolaget, inklusive People Hold On.
Brancati har flera teaterroller och har nominerats till två Dora Awards.